# Comisión de Ciudadanos por los Derechos Humanos
La Comisión Internacional de Ciudadanos por los Derechos Humanos (CCHR, por sus siglas en inglés) es una reconocida organización sin ánimo de lucro, fundada en 1969 por la Iglesia de la Cienciología y el psiquiatra Thomas Szasz en Los Ángeles, California. Su misión declarada está principalmente enfocada en "erradicar los abusos cometidos bajo el disfraz de la salud mental y promover protecciones para el paciente y el consumidor".

## Historia e influencia en la reforma psiquiátrica
La CCHR logró una victoria temprana en un caso de Pensilvania de 1969 que involucró a Víctor Győry, un refugiado húngaro que había sido internado en un hospital psiquiátrico contra su voluntad en abril de ese año. Los agentes de policía que detuvieron a Győry afirmaron que había intentado suicidarse. Los médicos del Hospital Estatal de Haverford, sin darse cuenta de que Győry hablaba muy poco inglés y trataba de comunicarse con ellos en húngaro, lo consideraron "incoherente" y lo diagnosticaron como esquizofrénico paranoico. El hospital rechazó la solicitud de Győry de representación legal y le administró medicamentos y tratamientos de electroshock en contra de su voluntad durante un período de tres meses. Un asistente del hospital finalmente notificó a la CCHR, que, bajo una iniciativa liderada por Szasz y el abogado John Joseph Matonis, llevó el caso a los tribunales y logró la liberación de Győry.
La CCHR continuó presionando para lograr una reforma legislativa en cuestiones de salud mental, como el mantenimiento de registros informáticos detallados sobre los pacientes ingresados involuntariamente y sus familias, así como la "experimentación con medicamentos" sin el consentimiento de los pacientes. La CCHR generalmente solicitaba un recorrido por un hospital psiquiátrico, emitía un informe público basado en el testimonio de los pacientes y otras fuentes, y luego presionaba por investigaciones y reformas legales.Inicialmente, se centró en los procedimientos de internación involuntaria.
Desde entonces, el grupo ha organizado campañas en los medios de comunicación contra varios psiquiatras, organizaciones psiquiátricas y empresas farmacéuticas, incluido Eli Lilly, el fabricante de Prozac. Se dice que una de estas campañas provocó una caída significativa en las ventas de Prozac, lo que resultó en un considerable daño comercial para la empresa.
El grupo hizo campaña contra el uso de Ritalin para el tratamiento del trastorno por déficit de atención con hiperactividad, un trastorno que la organizaciónconsidera inexistente. La campaña fue parte de las demandas colectivas de Ritalin contra Novartis (el fabricante de Ritalin), CHADD y la Asociación Estadounidense de Psiquiatría (APA). Las cinco demandas fueron desestimadas en 2002.
En 2003, la CCHR presentó un informe titulado "La muerte silenciosa de los niños estadounidenses" a la Comisión de Nueva Libertad sobre Salud Mental, en el que se documentaron casos de varias docenas de pacientes psiquiátricos menores de edad que habían fallecido como resultado de tratamientos con drogas psicotrópicas y medidas de contención durante la década de 1990 y principios de 2000.
En 2004, la CCHR patrocinó un proyecto de ley que exige que los médicos proporcionen a los pacientes información sobre los efectos secundarios de un medicamento antes de recetar cualquier fármaco psicotrópico, al tiempo que exige la firma de un tutor legal. Los opositores al proyecto de ley argumentaron que estos procedimientos adicionales podrían discriminar a los pacientes con enfermedades mentales al retrasar el tratamiento. El proyecto de ley atrajo un amplio desacuerdo por parte del establecimiento médico, incluido el Departamento de Salud Mental de Massachusetts, que se opuso a él con el argumento de que comprometía el consentimiento informado. La Sociedad Psiquiátrica Massachusetts también se opuso al proyecto de ley, creyendo que interferiría con la relación médico-paciente.
El 5 de octubre de 2006, Día Nacional del Examen de Salud Mental, la CCHR formó un piquete frente a Riverside Community Care en Wakefield, Massachusetts, en una manifestación de protesta contra el examen de salud mental. Según el periodista Gary Band en el Wakefield Observer, "La protesta fracasó un poco porque Riverside no ha realizado estas proyecciones desde 2001".
Según un informe del Centro Nacional de Información Biotecnológica, la CCHR ha descubierto casos reales de atención psiquiátrica defectuosa, lo que les dio cierta credibilidad; pero también ha sido acusada de utilizar pseudociencia e información falsa para validar falsamente sus afirmaciones.

### Chelmsford Hospital y DST
De 1988 a 1990, el gobierno australiano llevó a cabo la investigación de la Comisión Real de Chelmsford sobre la terapia del sueño profundo (DST). Durante una década antes, la CCHR había estado presionando para una investigación del Hospital Privado de Chelmsford en Nueva Gales del Sur y su director, el Dr. Harry Bailey, quien había estado practicando DST desde 1963 hasta 1979. Honorable Juez John (JP ) Slattery, Comisionado Real, es citado diciendo que la CCHR "contribuyó considerablemente a promover la causa de los pacientes de Chelmsford en su campaña para una investigación abierta en el hospital". La investigación descubrió que la terapia del sueño profundo había matado a 24 pacientes, sin contar los pacientes que se habían suicidado, y cerca de mil habían sufrido daño cerebral. De los expacientes, 152 recibieron reparaciones de un fondo por un total de más de 5 millones de dólares.
El Hospital de Chelmsford se vio obligado a cerrar en 1990, y dos miembros de su personal psiquiátrico enfrentaron cargos en 1992. El propio Dr. Bailey renunció en 1979 debido a la campaña de protesta de la CCHR y se suicidó por sobredosis de drogas, en 1985, la noche anterior a su citación para comparecer ante el tribunal. Su nota de suicidio decía, en parte: "Que se sepa que los cienciólogos y las fuerzas de la locura han ganado".

## Documentales
CCHR ha producido varios documentales que promueven su visión de la psiquiatría moderna. Éstos incluyen:
- Making A Killing
- Prescription for Violence
- The Marketing of Madness (consulte el apartado siguiente)
- Dead Wrong
- Psychiatry: An Industry of Death, que se creó para acompañar al museo del mismo nombre de la CCHR.

### El marketing de la locura: ¿Estamos todos locos?
The Marketing of Madness es un documental que alega que la industria de la salud mental es un campo no científico impulsado solo por el afán de lucro, en detrimento de los pacientes.
Una de las entrevistadas es Claudia Keyworth, una defensora de la medicina bioenergética que cree que la curación se logra mejor utilizando el "campo energético del cuerpo humano". Sobre el tema de las enfermedades mentales, afirma: "dicen que tienes un desequilibrio químico de serotonina y dopamina, pero nunca ha habido un estudio que lo pruebe".
Ella afirma que las explicaciones simplistas del desequilibrio químico de los trastornos mentales nunca han recibido apoyo empírico; y los psiquiatras, neurocientíficos y psicólogos más destacados no han apoyado teorías etiológicas tan fáciles y mal definidas. Sin embargo, acusa que esta teoría ha sido ampliamente promovida por la prensa, la publicidad y los profesionales, por lo que la mayoría del público occidental en general cree en ella.
El documental afirma que los psiquiatras han convencido al público de que las experiencias humanas negativas normales son enfermedades mentales. Un ejemplo utilizado en la película es la afirmación de que los psiquiatras buscan etiquetar la timidez típica como un "trastorno de ansiedad social". Sin embargo, a los pacientes se les diagnostica un trastorno de ansiedad social sólo en niveles debilitantes, donde hay un " miedo intenso en situaciones sociales". A diferencia de un individuo tímido, la psiquiatría muestra que es probable que una persona diagnosticada con trastorno de ansiedad social sufra síntomas como náuseas, tartamudeo y ataques de pánico.

## Controversias y críticas
La CCHR se caracteriza a menudo como un grupo de fachada de la Iglesia de Cienciología, que patrocina la organización. En 1993, el Servicio de Impuestos Internos de Estados Unidos otorgó la exención de impuestos a la CCHR como parte de un acuerdo con la Iglesia de la Cienciología Internacional y el Centro de Tecnología Religiosa (RTC), bajo el cual el RTC asumió la responsabilidad de las obligaciones tributarias de CCHR.
La CCDH ha sido criticada por el periodista Andrew Gumbel por "crudeza" y "paranoia" en sus críticas a la psiquiatría.
Dos académicos que aparecen en la película Psychiatry: An Industry of Death, el erudito sobre el Holocausto Michael Berenbaum y el erudito en bioética Arthur Caplan, han rechazado el ataque a la psiquiatría y la psicología. Berenbaum declaró que "he conocido a psiquiatras que me ayudaron enormemente, a personas muy importantes para mí en mi vida", y Caplan se quejó de que lo habían grabado sin que le dijeran de qué se trataba la película, y llamó a los productores "tacaños y deshonestos".
En 1988, la CCHR afirmó que el profesor Sir Martin Roth de la Universidad de Newcastle había usado LSD en pruebas con pacientes mentales en la década de 1960. Las declaraciones fueron publicadas en el periódico Northern Echo, que fue ordenado por un tribunal inglés a pagar daños y perjuicios por difamación "muy sustanciales" a Roth después de que el tribunal determinara que las afirmaciones de CCHR eran "altamente difamatorias" y "completamente falsas".
Jan Eastgate, presidente de la CCHR y ganador de la Medalla de la Libertad de la Iglesia de la Cienciología, ha estado implicado en encubrir el abuso sexual de una niña de 11 años en la rama australiana de la iglesia. Eastgate era el jefe de la CCHR de Australia en ese momento y la niña fue abusada por su padrastro cienciólogo entre los de 8 y 11 años. Eastgate, que negó las acusaciones, calificándolas de "atrozmente falsas", fue arrestado el 30 de marzo de 2011 acusado de pervertir el curso de la justicia, pero luego fue puesto en libertad bajo fianza condicional. Todos los cargos fueron retirados contra Eastgate después de que una investigación del Director de Fiscalía Pública de Nueva Gales del Sur descubrió que no había pruebas suficientes.
Inmediatamente después de los ataques del 11 de septiembre, la CCHR promulgó una teoría de la conspiración asignando la responsabilidad de los ataques a Ayman al-Zawahiri, alegando que, como psiquiatra personal de Osama bin Laden (aunque en realidad es un cirujano), era el principal cerebro detrás de los ataques y le habían lavado el cerebro a bin Laden usando dolor, drogas e hipnosis.